# Стадіон імені Олександра Поворознюка
Стадіон імені Олександра Поворознюка — футбольний стадіон в с. Володимирівка Олександрійського району, Кіровоградської області, домашня арена ФК «Інгулець-2».

## Загальні відомості
Стадіон було побудовано на пустирі. Спочатку він слугував домашньою ареною аматорській «Агрофірмі П'ятихатській», а згодом на ньому почали виступати фарм-клуби петрівчан «Інгулець-2».
На даний час стадіон практично повністю відповідає вимогам для проведення матчів другої ліги чемпіонату України: штучний газон, штучне освітлення в темну пору доби, справне електронне табло, трибуни з металевих конструкцій, які здатні загалом вмістити 500 уболівальників.
Як і кожна спортивна споруда, має свої недоліки й стадіон ім. О. Поворознюка. Так, головним недоліком можна вважати розташування туалетів на стадіоні. Вони знаходяться біля самісінького входу до центральних трибун. Іншим важливим недоліком стадіону є дуже вузькі проходи до роздягалень футболістів та суддів.
З моменту свого відкриття стадіон приймає змагання переважно аматорського рівня. В першу чергу це чемпіонат та кубок області, а також матчі аматорського чемпіонату та кубку України.
У даний час стадіон слугує домашньою ареною для фарм-клубу петрівського «Інгульця», який на цьому стадіоні проводить свої домашні поєдинки у вище зазначених турнірах.